# Sorbus brevipetiolata
Sorbus brevipetiolata är en rosväxtart som beskrevs av N.T. Kh'ep och G.P. Yakovlev. Sorbus brevipetiolata ingår i släktet oxlar, och familjen rosväxter. Inga underarter finns listade i Catalogue of Life.